# مايكل إليوت
مايكل إليوت (30 سبتمبر 1924 - 17 أكتوبر 2007) كيميائي بريطاني. قام باختراع وتطوير المبيدات الحشرية الجديدة المعروفة باسم بيريثرويد وتسويقها.